# C'era una volta (romanzo)
C'era una volta è un romanzo giallo di Agatha Christie, stampato in Italia dalla Arnoldo Mondadori Editore nella collana Il giallo Mondadori con il numero 57, la cui prima pubblicazione in inglese avvenne nel 1945. È un libro unico nella produzione della scrittrice, in quanto non è ambientato negli anni contemporanei della Christie, ma nel 2000 a.C. a Tebe.
È inoltre uno dei quattro unici romanzi di Christie a non aver ricevuto un adattamento di alcuna sorta, insieme a Destinazione ignota, Passeggero per Francoforte e Le porte di Damasco.

## Trama
Tebe, 2000 a.C. La giovane Renisenb torna alla sua casa di famiglia dopo otto anni di assenza, a seguito della morte del marito Khay. Suo padre Imhotep, sacerdote del Ka, fa conoscere a tutta la sua famiglia la sua nuova concubina Nofret, prima di partire per il nord. Rimasta sola, Nofret comincia a diffondere la zizzania tra i tre figli di Imhotep, ossia Sobek, Ipy e Yahmose. Satipy e Kait, le mogli, cercano di intimidire Nofret, ma ella informa subito il sacerdote della cosa, e lui minaccia di cacciare via tutti i suoi figli e le loro famiglie se tratteranno ancora male la sua amante. Improvvisamente così tutti hanno un motivo per uccidere la ragazza, e quando alla fine Nofret viene ritrovata da Satipy morta ai piedi di una collina, una morte accidentale sembra meno che probabile.
La pretesa che Nofret sia stata assassinata inizia a diventare una certezza quando anche Satipy muore, precipitata dalla stessa collina in dalla quale è caduta Nofret, mentre vi passeggiava con Yahmose. Stando alle chiacchiere, Satipy avrebbe visto lo spirito vendicativo di Nofret sopra la spalla del marito; tali voci prendono sempre più piede quando Yahmose e Sobek bevono del vino avvelenato, ma mentre quest'ultimo muore, Yahmose riesce a sopravvivere, avendo bevuto meno vino del fratello. Un ragazzino, un pastorello al servizio di Yahmose, afferma di aver visto il fantasma di Nofret mettere il veleno nella brocca per vendicarsi, ma tempo dopo egli viene trovato morto avvelenato con una boccetta di estratto di papavero. Ipy comincia invece a spadroneggiare, e comunica a Henet che la farà cacciare da suo padre Imhotep, ma il giorno dopo viene trovato morto anche lui, affogato nel lago.
Kameni, uno scriba ingaggiato da Imhotep, sembra essersi innamorato di Renisenb, e le chiede di sposarlo. Indecisa tra lui e Hori, anche lui scriba ma che conosce da sempre, lascia la decisione nelle mani del padre, che la fa fidanzare con Kameni. La ragazza si rende conto che il rapporto tra il suo promesso sposo e Nofret era molto stretto, e che la gelosia potrebbe averla portata a comportarsi in quel modo così odioso. E mentre Renisenb, Hori e la vecchia Esa cominciano a pensare alla possibilità di un assassino umano, quest'ultima cerca di tirare allo scoperto il colpevole imbastendo una trappola, ma anche lei viene uccisa tramite un unguento avvelenato che viene assorbito dalla sua pelle, e trovata così morta come deceduta nel sonno. La schiava Henet, che detiene adesso il potere, viene invece soffocata con dei rotoli di lino.
Il giorno dopo, Renisenb raggiunge la stessa collina dalla quale è caduta Nofret, e vi si ferma per meditare; d'un tratto, udendo dei passi dietro di lei, si volta e vede il fratello Yahmose, ma solo allora comprende che lui vuole ucciderla spintonandola giù dalla collina. Capendo solo ora che è lui l'assassino che ha decimato la loro stessa famiglia, Renisenb rimane paralizzata dal terrore, ma Hori la salva appena in tempo uccidendo Yahmose con una freccia.
Hori spiega quindi a una sconvolta Renisenb la verità sulla vicenda: Yahmose aveva sorseggiato quanto vino bastava per stare male per poi esagerare sintomi e dolori in modo da sottrarsi ai sospetti. La venuta di Nofret, che credeva che aveva portato il male nella famiglia di Renisenb, in realtà lo aveva soltanto risvegliato, facendo emergere le vere nature dei famigliari e distruggendo ogni finzione: la dolcezza di Kait mascherava il suo brutale egoismo verso sé stessa e i suoi figli, Sobek si è rivelato uno sbruffone bagordo e nullafacente, Ipy si è dimostrato un ragazzaccio egoista e viziato, la maschera della devozione di Henet si è rivelata un veleno, Satipy si è rivelata una smargiassa, prepotente e vigliacca, e lo stesso Imhotep è degenerato in un tirannello pignolo e vanitoso. Invece Yahmose è sempre stato timido, sottomesso, privo del coraggio necessario a ribellarsi; pur volendo bene al padre Imhotep, tanto da farsi in quattro per compiacerlo, quest'ultimo lo ha sempre disprezzato e reputato un buono a nulla, cosa che lo ha riempito sempre di più di astio nei suoi confronti. Ma la goccia che ha fatto traboccare il vaso, proprio quando Imhotep sembrava finalmente rendersi conto della sua diligenza e quindi poter premiarlo, è stato l'arrivo di Nofret, che ha punto tutti i presenti sul vivo, soprattutto Yahmose, e questi l'ha voluta uccidere accecato dalla rabbia. Avendo assistito a quell'omicidio, Satipy ha tentato invano di nasconderlo a Renisenb, per poi perdere del tutto il suo contegno, terrorizzata da un nuovo Yahmose che prima ne era il pecorone e ora la tiranneggiava, tanto terrorizzata che il marito, rendendosi conto che sarebbe stato un pericolo per lui, ha spinto anche lei giù per la collina; quindi Satipy, prima di cadere, non stava guardando con paura qualcosa dietro Yahmose, ma proprio quest'ultimo. Stando alle indagini della vecchia saggia Ese, Henet si lagnava invece che Hori si comportava come se lei non esistesse e ci fosse invece qualcuno che non c'era, per poi udire la menzione di Satipy. In seguito, quindi, Ese ha riunito la famiglia e ha riferito il discorso di Henet in modo sconnesso; sfortunatamente, Yahmose riteneva già che ella sospettasse di lui e che, tramite quel discorso e la conseguente reazione di Yahmose, avesse trovato la certezza che cercava. Sobek e Ipy, fratelli di Yahmose, erano l'uno più bello, e l'altro più intelligente di lui; morti entrambi, Yahmose sarebbe stato padrone di casa e unico sostegno del padre. La morte di Satipy ha acuito il piacere che provava a uccidere, inculcandogli l'ebbrezza del potere e corrompendolo del tutto. Yahmose voleva invece bene a Renisenb, ma non poteva reggere l'idea di dividere la proprietà con il di lei futuro marito, fosse stato Hori o Kameni. Lo stesso Hori ricorda inoltre che, in passato, Sobek picchiava in testa il fratello Yahmose con un sasso, salvo poi sentirsi male il giorno dopo, e si parlava di cibi guasti; si deduce quindi che il sempre docile Yahmose nascondesse forse delle proprietà violente, che un giorno si sarebbero risvegliate.
Finito l'incubo, a Renisenb non resta che decidere quale dei due scriba, che amano entrambi la giovane, vuole sposare: Kameni, un ragazzo vitale, o Hori, l'uomo che le ha salvato la vita e che conosce da sempre. La giovane fa la sua scelta: Hori.

## Personaggi
- Renisenb: la protagonista del  libro.
- Imhotep: padre di Renisenb e padrone della sua famiglia, è anche il sacerdote del Ka. È estremamente severo nei confronti della famiglia, al punto quasi da diventarne il tiranno.
- Nofret: la nuova, giovane concubina di Imhotep, che si è portato dal nord. Il suo arrivo porterà scompiglio nella famiglia di Renisenb.
- Esa: anziana madre di Imhotep, intelligente e schietta.
- Yahmose: figlio maggiore di Imhotep. È un ragazzo timido e diligente, soprattutto nei confronti del padre, che però invero disprezza perché, stando a lui, ottuso e stupido, così come è giudicato dalla moglie Satipy.
- Ipy: il figlio minore di Imhotep. Un ragazzo affascinante, ma viziato ed egoista.
- Sobek: secondogenito di Imhotep. Apparentemente un giovane allegro e simpatico, si rivela essere un balordo e nullafacente.
- Satipy: moglie di Yahmose. Nonostante gli anni di prepotenza nei confronti del marito, anche dopo l'arrivo di Nofret, la morte di quest'ultima la farà precipitare nel terrore.
- Kait: moglie di Sobek, apparentemente gentile con tutti, ma in realtà egoista in termini di amore.
- Henet: un'anziana schiava della famiglia, dalla lingua velenosa con una maschera di fedeltà.
- Kameni: uno scriba del nord, ingaggiato da Imhotep durante i suoi viaggi nel settentrione. Si innamora di Renisenb.
- Hori: lo scriba di famiglia, anche lui innamorato della protagonista.
- Teti: figlia di Renisenb e Khay
- Khay: fu marito di Renisenb, e all'inizio del libro è già deceduto dopo otto anni di matrimonio.

## Curiosità
- La scrittrice stessa spiega nella nota introduttiva al libro la particolare ambientazione della vicenda e lo spunto da cui ha tratto l'idea per la trama, ovvero alcune lettere scoperte anni prima durante una spedizione archeologica condotta dal Metropolitan Museum of Art di New York.
- La Christie dimostra qui tutta la conoscenza che aveva di archeologia e della cultura egizia, cultura che aveva acquisito a seguito dei viaggi compiuti con il secondo marito, il celebre archeologo Max Mallowan.
- È stato inoltre confermato un adattamento televisivo da parte della BBC, che dovrebbe uscire nei paesi anglosassoni entro il 2020.[1]

## Edizioni
- Agatha Christie, C'era una volta, traduzione di Maria Antonietta Francavilla, collana Il Giallo Mondadori, Mondadori, 1998,  p. 200, ISBN 88-04-39740-3.

- Agatha Christie, C'era una volta, traduzione di Maria Antonietta Francavilla, collana Oscar Scrittori Moderni, Mondadori, 2003,  p. 210, ISBN 978-88-04-52173-0.

- Agatha Christie, C'era una volta, traduzione di Maria Antonietta Francavilla, collana Oscar gialli, Mondadori, 2018,  p. 210, ISBN 978-88-04-52173-0.